# Balbir Singh Sr.
Balbir Singh Dosanjh Sr. (Haripur Khalsa, 10 ottobre 1924 – Sahibzada Ajit Singh Nagar, 25 maggio 2020) è stato un hockeista su prato indiano.

## Palmarès

### Olimpiadi
- Oro a Londra 1948 nell'hockey su prato.
- Oro a Helsinki 1952 nell'hockey su prato.
- Oro a Melbourne 1956 nell'hockey su prato.

### Giochi asiatici
- Argento a Tokyo 1958 nell'hockey su prato.
- Argento a Giacarta 1962 nell'hockey su prato.